# أوتافيو دوترا
أوتافيو دوترا هو لاعب كرة قدم برازيلي في مركزي الدفاع وقلب الدفاع، ولد في 22 نوفمبر 1983 في فورتاليزا في البرازيل. لعب مع برسيبورا جايابورا وبوغون شتشين.

## وصلات خارجية
- أوتافيو دوترا على موقع قاعدة بيانات كرة القدم.إي يو (الإنجليزية)
- أوتافيو دوترا على موقع ناشيونال فوتبول تيمز (الإنجليزية)
- أوتافيو دوترا على موقع Soccerway.com (الإنجليزية)